# قائمة أفلام حول الاضطرابات العقلية
العديد من الأفلام تصور الاضطرابات العقلية أو تستخدمها كخلفية لمواضيع أخرى. هذه قائمة لبعض هذه الأفلام، مصنفة حسب الاضطراب، بغض النظر هل تم تصوير الاضطراب بدقة أم لا.على سبيل المثال، خلال أول 50 موعد غرامي تم عرض حالة لفقدان الذاكرة التقدمي، النوع المصور غير موجود. 

## فقدان الذاكرة

### فقدان الذاكرة التقدمي
الشخص المصاب بفقدان الذاكرة التقدمي يكون غير قادر على تشكيل ذكريات جديدة.
- صفحة بيضاء (1994)
- نائموا الشتاء (1997)
- تذكار (2000)
- البحث عن نيمو (2003)
- غاجيني (2005)
- أول 50 موعد غرامي (2004)
- المراقبة (2007)
- غاجيني (2008)
- الموسيقى لا تتوقف أبدا (2011)
- نادوفولا كونجام باكاتا كانوم (2012)
- تذكر يوم الأحد (2013)
- ميدولا أوبلونغاتا  [لغات أخرى]‏ (2014)

### فقدان الذاكرة الرجعي
يحدث فقدان الذاكرة الرجعي عندما ينسى الشخص جزء أو كل ماضيه
- أحبك مجددا (1940)
- أسفار سوليفان (1941)
- حصاد عشوائي (1942)
- دكتور الجريمة (1943)
- أنستازيا (1956)
- باريس،تكساس (1984)
- الدمى المتحركة تأخذ مانهاتن (1984)
- صباح باترول (1987)
- خارج السفينة (1987)
- روبوكوب (1987)
- آينال (1990)
- عائلة آدامز (1991)
- آنستازيا (1997)
- المدينة المظلمة (1998)
- الماجيستيك (2001)
- هوية بورن (2001)
- البحث عن نيمو (2003)
- العدد 23 (2007)
- رومبا (2008)
- غير معروف (2011)
- طالما أنا حي (2012)
- العهد (2012)
- سرعة وغضب 6 (2013)
- الغضب 7 (2015)

### فقدان الذاكرة النفسي
فقدان الذاكرة النفسي، معروف أيضا بفقدان الذاكرة الفصامي، هو فقدان الذاكرة بسبب الإجهاد النفسي.
- المسحورة (1945)
- بيت الأفعى (1948)
- ظل على الحائط (1950)
- مارني (1964)
- سراب (1965)
- السيد بودوينغ  [لغات أخرى]‏ (1966)
- بينك فلويد الحائط (1982)
- الميكانيكي (2004)
- جزيرة الإغلاق (2010)

### فقدان الذاكرة الجوبي
فقدان الذاكرة الجوبي هو فقدان الذاكرة حول حدث معين
- ما يكمن في الأسفل (2000)
- إشراقة أبدية لعقل نظيف (2004)
- سكين الغامض (2004)
- نشوة (2013)
- قفل حلم  (2015)

## إضطرابات القلق
- تقليد (1995)
- إيلينغ (2001)
- السيدة دالوواي (1997)
- عصب (2012)
- أناس عاديون (1980)
- الحب في حالة سكر (2002)
- القرية (2004)
- أوليندر أبيض (2002)
- 2 كويلوس (2012)
- المعالجة بالسعادة (2012)

### رهاب الخلاء
- سماء كبيرة
- باني و الثور
- سيتاديل
- دوار كولومبوس
- تقليد
- متجمد مع الخوف
- حدائق رمادية
- أنا سام
- خوف مكشوف
- جزيرة نيم
- إن.إتش.كي ني يوكوسو
- أوشن 12
- احم الزعيم
- مجال عام
- ضبط النفس
- مدفؤو مقاعد البدلاء
- أفضل عرض
- الخوف الداخلي
- الأيام الأخيرة
- الغير مدعو
- طوكيو!
- ماذا عن بوب؟
- عش المرأة السليطة

### اضطراب الوسواس القهري
- أسرار روح
- ناس قط
- الجامع
- ماذا عن بوب؟
- النوم مع العدو

أفضل ما يمكن حصوله
- أورماشيبو
- كي-باكس
- رجال عود الثقاب
- الطيار
- دوس بيغالو:غيغولو أوروبي
- فيبي في بلاد العجائب
- المعالجة بالسعادة
- اجر و اقفز
- شمال 24 كاث
- أو سي 87

### اضطراب الكرب التالي للصدمة النفسية
- أجمل سنوات العمر (1946)
- ماين أون إيكزيسيونر (1947)
- فجأة، في الصيف الماضي (1959)
- كابتن نيومان، إم.دي. (1963)
- مارني (1964)
- صحراء حمراء (1964)
- الحي الصيني (1974)
- صائد الغزلان (1978)
- العودة للديار (1978)
- الدم الأول (1982)
- اختيار صوفي (1982)
- بينك فلويد الحائط (1982)
- الأثر المفاجئ (1983)
- بيردي (1984)
- صدمة معركة (1986)
- فصيلة (1986)
- ولد في الرابع من يوليو (1989)
- جيكوبز ليدر (1990)
- ذا روكي (1990)
- أمير المد والجزر (1991)
- فيرليس (1993)
- فوق الريم (1994)
- الأسد الملك (1994)
- الحرب (1994)
- نسخة مقلدة (1995)
- رؤساء ميتون (1995)
- إنقاذ الجندي رايان (1998)
- عندما عاد أندرو للمنزل (2000)
- فريدا (2002)
- نهر غامض (2003)
- الميكانيكي (2004)
- تكلم (2004)
- لوسيد (2005)
- أوقات قاسية (2005)
- مون الثعبان الأسود (2006)
- دانيكا (2006)
- تمرد هانيبال (2007)
- يمتلك أكثر مني (2007)
- في وادي إيلا (2007)
- وقف خسارة (2008)
- فالس مع بشير (2008)
- 7 أرطال (2008)
- ثمينة (2009)
- أخوة (2009)
- مارثا مارسي ماي مارلين (2011)
- المعلم (2012)
- مزايا أن تكون خجولا (2012)
- نادني مجنونا:آ فايف فيلم (2013)
- مباريات الجوع: ألسنة اللهب (2013)
- قناص أمريكي (2014)
- ماريلاند (2015)

## اضطرابات الأكل
حتى النخاع، To the bone.

## فصام
split(2015)